# Landshammar

Landshammar är en gård i Spelviks socken, Nyköpings kommun, vid sjön Eknaren.
Landshammar ligger i ett gammalt kulturlandskap. En boplats från bronsåldern finns vid Landshammar som då låg på en ö. Namnet härstammar av allt att döma från järnåldern, runt gården finns flera gravfält, bland dessa en storhög. Utgrävning av några av högarna har gett rika fynd från bronsåldern.
I skriftliga handlingar omtalas Landshammar första gången 1438, ett Langhamar omtalat 1314 kan möjligen syfta på Landshammar.
I senare tid har Landshammar varit kaptens-, överstelöjtnants- och majorsboställe vid Södermanlands regemente. Huvudbyggnaden uppfördes 1746 enligt normen för kaptensboställen. Parstugan i vinkel med huvudbyggnaden härrör från 1772. Även visthusboden och källarboden som hör till bostället är välbevarade.